# Gieten
Gieten – miasteczko w holenderskiej prowincji Drenthe, w gminie Aa en Hunze, 13 km na wschód od Aasen.
Przed 1998 było osobną gminą.
W 1991 odbyły się w nim mistrzostwa świata w kolarstwie przełajowym, które wygrał Radomír Šimůnek.